# Tako
Tako (japanska: 多古町?, Tako-machi) är en landskommun (köping) i Chiba prefektur i Japan. 